# 鄭応沖
鄭応沖（朝鮮語: 정응충）は、中国宋の文官であり、朝鮮氏族の瑞山鄭氏の始祖である。
中国宋の浙江省浦江県人で判将作監事であり、宋の尚書員外郎を務めたが、宋の滅亡のため高麗に亡命した。
鄭応沖の息子の大護軍鄭臣保の功績により、1182年に富城県に封ぜられ、知瑞山郡事に列せられる功労を立てた。以後、瑞山鄭氏は瑞山の最も有力な一族となった。